# Ja, mir san mit’m Radl da
Ja, mir san mit’m Radl da ist ein volkstümlicher Schlager und ein Stimmungslied mit Text in bairischer Mundart. Die Musik ist von dem US-amerikanischen Gospel Just over in the Gloryland übernommen worden, der 1906 veröffentlicht wurde. Die Komposition stammt von dem methodistischen Kirchenmusiker Emmett Sidney Dean (1876–1951).
Bezüglich der Originalfassung des deutschen Schlagers und seiner Text-Autoren existieren unterschiedliche Angaben. Laut Recherchen des WDR wurde das Lied erstmals 1971 von den Wachauer Buam aus Krems an der Donau eingespielt. Als alleinige Autoren dieser Fassung werden Peter „Ciri“ Hrncirik und Wolfgang Lindner genannt. Aber auch die Aufnahme des Berglandecho aus demselben Jahr wird als Originalaufnahme bezeichnet; dort wird L. Staringer als alleiniger Autor angegeben. 
Die Verwendung im Soundtrack der Filmkomödie Betragen ungenügend! im folgenden Jahr trug zur Verbreitung des Liedes bei.  Ebenfalls 1972 veröffentlichen Die 3 lustigen Moosacher und die Münchener Dixie-Band Hot Dogs unabhängig voneinander erfolgreiche Coverversionen. Diese Versionen haben aber jeweils nur den Refrain gemeinsam, während die Strophen sowohl in Text wie auch in Melodie unabhängig entstandene Neuschöpfungen darstellen. Peter Hinnen sang 1973 eine schweizerdeutsche Fassung mit dem Titel Mir sind mit em Velo da.
Beim Besuch von Angela Merkel in Senegal 2018 wurde die Bundeskanzlerin beim militärischen Empfang neben den Nationalhymnen auch mit diesem Lied begrüßt.